# Perdiu dels bambús de Taiwan
El perdiu dels bambús de Taiwan (Bambusicola sonorivox) és una espècie d'ocell de la família dels fasiànids (Phasianidae) que habita zones arbustives i espesures de bambú de les terres baixes de Taiwan. Ha estat considerada una subespècie de Bambusicola thoracica.